# Крисевич, Павел Олегович
Павел Олегович Крисевич — российский общественный деятель, получивший известность благодаря своим политическим акциям и перформансам. За акцию с инсценировкой самоубийства на Красной площади приговорён к 5 годам лишения свободы.

## Биография
Павел Крисевич родился в 2000 году. Провёл детство в районе Ржевка-Пороховые на востоке Санкт-Петербурга. Рос без отца, воспитывался матерью и бабушкой. Учился в гимназии № 196 Санкт-Петербурга. Увлекался историей российской революции, читал книги коммунистов[что?], участвовал в политических митингах, позже увлёкся идеями анархизма. В 2018 году выиграл в финале передачи Умницы и умники, что позволило ему поступить в МГИМО. После первого семестра ушёл в армию. Отслужив год на срочной службе, перепоступил в РУДН и занялся политическим активизмом.
В июне 2020 года Крисевич приковал себя наручниками к забору около Первого Западного окружного военного суда, где оглашался приговор по делу «Сети».
В августе 2020 года Крисевич подвесил себя к опоре Троицкого моста в Петербурге, а потом спрыгнул с моста.
Около здания Люблинского районного суда города Москвы, где тогда слушалось дело «Нового величия», Крисевич «зарезал» манекен в образе полицейского, желая совершить таким образом «жертвоприношение» суду. Крисевич и другие участники акции были задержаны.
5 ноября 2020 года Крисевич провёл акцию у здания ФСБ в Москве. Он привязал себя к кресту, а его помощники в плащах с надписями «ФСБ» на них подожгли разложенные вокруг креста тома уголовных дел. Таким образом Крисевич хотел выразить поддержку политическим заключённым. Его задержали и отправили под административный арест на 15 суток, а 24 ноября отчислили из РУДН. По словам самого Крисевича, дисциплинарная комиссия привела такие доводы за его отчисление: он «не отражает в себе образа студента», «оскорбляет чувства» и «борется с властью».
В ноябре 2020 года возле железнодорожного вокзала в Твери двое неизвестных потребовали от Крисевича извиниться за его акцию в образе Христа, а когда он отказался, — облили его зелёнкой.
В январе 2021 года на Арбате Крисевич заковал себя в шар, обмотанный колючей проволокой.
11 июня 2021 года на Красной площади Павел Крисевич выкрикнул «Перед кремлёвским занавесом последуют выстрелы» и из охолощённого пистолета Макарова дважды выстрелил в воздух и один раз себе в голову, имитируя самоубийство. По словам Крисевича, его перформанс был направлен на поддержку политических заключённых и против российского политического режима. Сразу после акции Крисевич был задержан охраняющими площадь сотрудниками ФСО и обвинён в хулиганстве. В октябре 2022 года Тверской суд Москвы признал Крисевича виновным в хулиганстве с применением оружия, совершенном группой лиц по предварительному сговору (часть 2 статьи 213 УК РФ) и приговорил к 5 годам лишения свободы. Вышел на свободу в январе 2025 года